# Гаретнин, Николай Иванович
Николай Иванович Гаретнин (22 мая 1914, Воронеж, Российская империя — 7 марта 1997) — генерал-майор ВС СССР, участник Великой Отечественной войны.

## Биография
Родился 22 мая 1914 года в Воронеже. Член ВКП(б), в Красной Армии с 1935 года (призван Воронежским ОВК). Окончил Свердловское пехотное училище в 1937 году, Высший военный институт в 1939 году и Высшие стрелково-тактические Краснознамённые курсы усовершенствования офицерского состава пехоты «Выстрел» в 1940 году. На фронте с июня 1941 года, в июле 1941 года был военным комиссаром 811-го стрелкового полка 277-й стрелковой дивизии (Южный фронт). Был тяжело ранен 27 сентября 1941 года, с сентября по декабрь 1941 года лечился в Саратове.
С декабря 1941 по октябрь 1942 года служил на Воронежском фронте был комиссаром 841-го стрелкового полка 237-й стрелковой дивизии. С января по ноябрь 1943 года — командир 975-го стрелкового полка 270-й стрелковой дивизии (Воронежский, Калининский и 1-й Прибалтийский фронты). С 11 по 27 июля 1943 года участвовал в боях в районе рощи Фигурная: в частности, сражался за высоту 191,2 на подходе к Крутому Логу (лично командовал подразделением), за высоту 213,7 у села Мясоедово (поднимал бойцов в атаку и участвовал в отражении немецких контрударов) и за высоту 212,1 у села Ближняя Игуменка; в ходе всех этих боёв немцы потеряли большое количество солдат и офицеров, а также много единиц техники. С 16 по 19 сентября 1943 года — участник боёв на высотах Безымянная-Чёрная во время Курской операции. После полученного ранения с ноября 1943 по март 1944 года лечился в московском госпитале имени Семашко. С марта 1944 по декабрь 1945 года служил командиром 60-го запасного стрелкового полка 44-й запасной стрелковой бригады (в/ч 36351, Старый Оскол). Участник боевых действий на территории Смоленской и Витебской областей.
После войны — старший военный советник КНДР (25 июня 1950 — 27 июля 1953), дважды был ранен. Начальник Калининградского военного училища в 1953—1960 годах, произведён в генерал-майоры 18 февраля 1958 года. С ноября 1960 года по 1964 годы — начальник Ульяновского военно-технического училища. В 1965—1968 годах — начальник Вольского военного института тыла. Делегат XXIII съезда КПСС (29 марта — 8 апреля 1966), в 1968—1975 годах работал на посту начальника отдела туризма Министерства обороны СССР.
Умер 7 марта 1997 года. Похоронен на Троекуровском кладбище Москвы.

## Награды
- Орден Отечественной войны I степени (11 марта 1985,[2] официальный указ от 6 апреля 1985)[6]
- Орден Красного Знамени (трижды), в том числе:
  - 21 августа 1943 года[2] — за правильную организацию взаимодействия и ведения огня пехоты с приданными средствами, за умелое руководство боем, проявленное мужество и отвагу в ряде боёв и образцовое выполнение поставленных задач перед полком[3]
  - 20 сентября 1943 года — за образцовое выполнение боевых заданий Командования на фронте борьбы с немецкими захватчиками и проявленные при этом доблесть и мужество[7]
  - 1960[2]
- Орден Красной Звезды (1955)[2]
- четыре ордена КНДР (1950, 1951, 1952 и 1953)[2]
- медали, в том числе
  - Медаль «За боевые заслуги» (6 ноября 1945) — за долголетнюю и безупречную службу в Красной Армии[8]
  - Медаль «За победу над Германией в Великой Отечественной войне 1941—1945 гг.»[9]
  - юбилейные медали[1]